# Araneus monica
Araneus monica là một loài nhện trong họ Araneidae.
Loài này thuộc chi Araneus. Araneus monica được Herbert Walter Levi miêu tả năm 1973.